# Büetigen
Büetigen är en ort och kommun i distriktet Seeland i kantonen Bern, Schweiz. Kommunen har 933 invånare (2023).